# Belle Epoque (Band)
Belle Epoque, manchmal auch La Belle Epoque, war eine Formation um die am 16. Dezember 1945 geborene französische Sängerin, Texterin und Komponistin Evelyne Lenton und ihren Bruder, den Produzenten, Arrangeur und Komponisten Albert Weyman.

## Geschichte
Evelyne Lenton begann ihre Sängerkarriere in den frühen 1960er Jahren in Paris, wo sie unter dem Künstlernamen „Evy“ auftrat und ab 1963 beim französischen Plattenlabel Barclay einige Single-Schallplatten – neben ihrer Muttersprache teilweise auch in Italienisch und Spanisch gesungen – veröffentlichte. 1966 zog sie zunächst nach Rom, drei Jahre später nach London und 1976 erneut nach Rom, als ihr Bruder sie mit der Idee konfrontierte, den Rock-Pop-Klassiker Black Is Black der spanischen Gruppe Los Bravos aus dem Jahr 1966 mit einem zeitgemäßen Arrangement im gerade voll entflammten Discosound neu aufzulegen.
Die 1977 veröffentlichte Single mit dem rhythmisch gesprochenen Intro “We like the music, we like the disco sound, hey, black – is black”wurde auf Anhieb ein Hitparadenerfolg. Fast überall in Europa konnte sie sich in den Top Ten platzieren, in Deutschland und im Vereinigten Königreich kam sie bis auf Platz 2, in Australien belegte sie ein Jahr später den ersten Platz.
Während Belle Epoques erfolgreichster Phase wurde Evelyne Lenton von den Background-Sängerinnen Marcia Briscoe (* 1955, aus Atlanta, Georgia, USA) und Jusy Fortes (auch Jusy Lisboa, * 1956, von den Kapverdischen Inseln) auf der Bühne und auf Plattencovern begleitet.
Die zweite Single, Miss Broadway, stammt aus der Feder von Lenton und Weyman. Durch die raue Stimme von Lenton, diesmal ohne weiblichen Hintergrundgesang, und den pulsierenden Basslauf, der gelegentlich abrupt von einer stöhnenden Männerstimme („uh-huh, I like it…“) unterbrochen wird, wirkt der Song rockiger als sein Vorgänger. Rhythmisch und in der Instrumentierung, insbesondere durch den sparsamen, aber prägnanten Einsatz von Streichinstrumenten, vornehmlich einer einzelnen, unverfremdeten Bratsche, weist das Arrangement deutliche Parallelen zur Arbeit von Sylvester Levay für die deutsche Disco-Formation Silver Convention auf.
In Deutschland Ende 1977 auf Carrere veröffentlicht und von Polydor vertrieben, kam der Song bis auf Platz 8, in den Billboard Hot 100, ein Jahr später auf Big Tree / Atlantic Records erschienen, bis auf Rang 92 und entwickelte sich in den USA zum Clubhit.
Seit 1983 arbeitet Evelyne Lenton unter ihrem bürgerlichen Namen als Solokünstlerin, veröffentlicht aber gelegentlich auch neues oder neu abgemischtes Songmaterial als Belle Epoque.

## Diskografie

### Alben
| Jahr | Titel                               | Höchstplatzierung, Gesamtwochen, AuszeichnungChartplatzierungen (Jahr, Titel, Platzierungen, Wochen, Auszeichnungen, Anmerkungen) | Höchstplatzierung, Gesamtwochen, AuszeichnungChartplatzierungen (Jahr, Titel, Platzierungen, Wochen, Auszeichnungen, Anmerkungen) | Höchstplatzierung, Gesamtwochen, AuszeichnungChartplatzierungen (Jahr, Titel, Platzierungen, Wochen, Auszeichnungen, Anmerkungen) | Höchstplatzierung, Gesamtwochen, AuszeichnungChartplatzierungen (Jahr, Titel, Platzierungen, Wochen, Auszeichnungen, Anmerkungen) | Höchstplatzierung, Gesamtwochen, AuszeichnungChartplatzierungen (Jahr, Titel, Platzierungen, Wochen, Auszeichnungen, Anmerkungen) | Anmerkungen                |
| Jahr | Titel                               | DE | AT | CH | UK | US | Anmerkungen                |
| ---- | ----------------------------------- | --- | --- | --- | --- | --- | -------------------------- |
| 1978 | Miss Broadway / Black Is Black (DE) | DE40 (8 Wo.)DE | — | — | — | — | Erstveröffentlichung: 1976 |

grau schraffiert: keine Chartdaten aus diesem Jahr verfügbar
Weitere Alben
- 1977: Bamalama
- 1979: Now

### Kompilationen
- 1979: Belle Epoque, Collection Double Album (2 LPs)
- 1997: Il meglio
- 2001: Dance, Dance, Dance
- 2006: Black Is Black
- 2006: Belle Epoque

### Singles
| Jahr | Titel Album                  | Höchstplatzierung, Gesamtwochen, AuszeichnungChartplatzierungen (Jahr, Titel, Album, Platzierungen, Wochen, Auszeichnungen, Anmerkungen) | Höchstplatzierung, Gesamtwochen, AuszeichnungChartplatzierungen (Jahr, Titel, Album, Platzierungen, Wochen, Auszeichnungen, Anmerkungen) | Höchstplatzierung, Gesamtwochen, AuszeichnungChartplatzierungen (Jahr, Titel, Album, Platzierungen, Wochen, Auszeichnungen, Anmerkungen) | Höchstplatzierung, Gesamtwochen, AuszeichnungChartplatzierungen (Jahr, Titel, Album, Platzierungen, Wochen, Auszeichnungen, Anmerkungen) | Höchstplatzierung, Gesamtwochen, AuszeichnungChartplatzierungen (Jahr, Titel, Album, Platzierungen, Wochen, Auszeichnungen, Anmerkungen) | Anmerkungen |
| Jahr | Titel Album                  | DE | AT | CH | UK | US | Anmerkungen |
| ---- | ---------------------------- | --- | --- | --- | --- | --- | ----------- |
| 1977 | Black Is Black Miss Broadway | DE2 (20 Wo.)DE | AT3 (16 Wo.)AT | CH6 (10 Wo.)CH | UK2 Gold · (14 Wo.)UK | — |             |
| 1977 | Miss Broadway                | DE8 (18 Wo.)DE | AT13 (8 Wo.)AT | — | — | US92 (4 Wo.)US |             |
| 1978 | Bamalama                     | DE38 (7 Wo.)DE | — | — | — | — |             |

Weitere Singles
- 1978: Let Men Be
- 1979: Jump Down
- 1979: Com’ On Tonight
- 1979: Now
- 1994: Sunshine E.